# Turn (Great Big Sea-album)
Turn er et studiealbum fra det canadiske folkrockband Great Big Sea. Det blev udgivet i juni 1999 Canada og marts 2000 i USA.
Albummet indeholder singlen "Consequence Free", der nåede #7 på musikmagasinet RPMs Adult Contemporary Tracks i Canada og #40 på hitlisten Top Singles. Sangen blev brugt som temamelodi til traileren til den animerede serie Least I Could Do.

## Spor
1. "Consequence Free" (Alan Doyle, Séan McCann, Bob Hallett, Darrell Power) 3:12
2. "Feel It Turn" (Alan Doyle, Séan McCann) 3:50
3. "Jack Hinks" (Traditionel) 3:03
4. "Boston and St. John's" (Alan Doyle) 3:47
5. "Margarita" (Séan McCann) 3:27
6. "Trois navires de blé" (Traditionel) 4:27
7. "Ferryland Sealer" (Traditionel) 3:16
8. "Can't Stop Falling" (Alan Doyle, Séan McCann) 3:24
9. "Demasduit Dream" (Bob Hallett) 3:32
10. "Old Brown's Daughter" (Traditionel) 2:41
11. "I'm a Rover" (Traditionel) 2:53
12. "Captain Wedderburn" (Traditionel) 3:38
13. "Bad as I Am" (Bob Hallett, Séan McCann) 2:53

## Om sangene
- Der blev lavet musikvideoer til "Consequence Free", "Feel It Turn" og "Can't Stop Falling"og blev alle udsendt som singler.
- "Demasduit Dream" er baseret på Demasduwits liv, der var en af de sidste Beothuk-folk, der var den oprindelige befolkning i Newfoundland.
- "Ferryland Sealer" handler om sæljagt i det sydlige Newfoundland kaldet Ferryland.
- "Trois navires de blé" er en traditionel fransk folkemeldoi, der bliver forbundet med Franco-Newfoundlander.samfundet i Port au Port.
- Teksten til "Old Brown's Daughter" blev skrevet af den berømte Johnny Burke, men den originale melodi gik tabt, og er på dette nummer skrevet af Ron Hynes.
- "Captain Wedderburn" er en udgave af Child Ballad No. 46, Captain Wedderburn's Courtship.